# Sleigh Ride

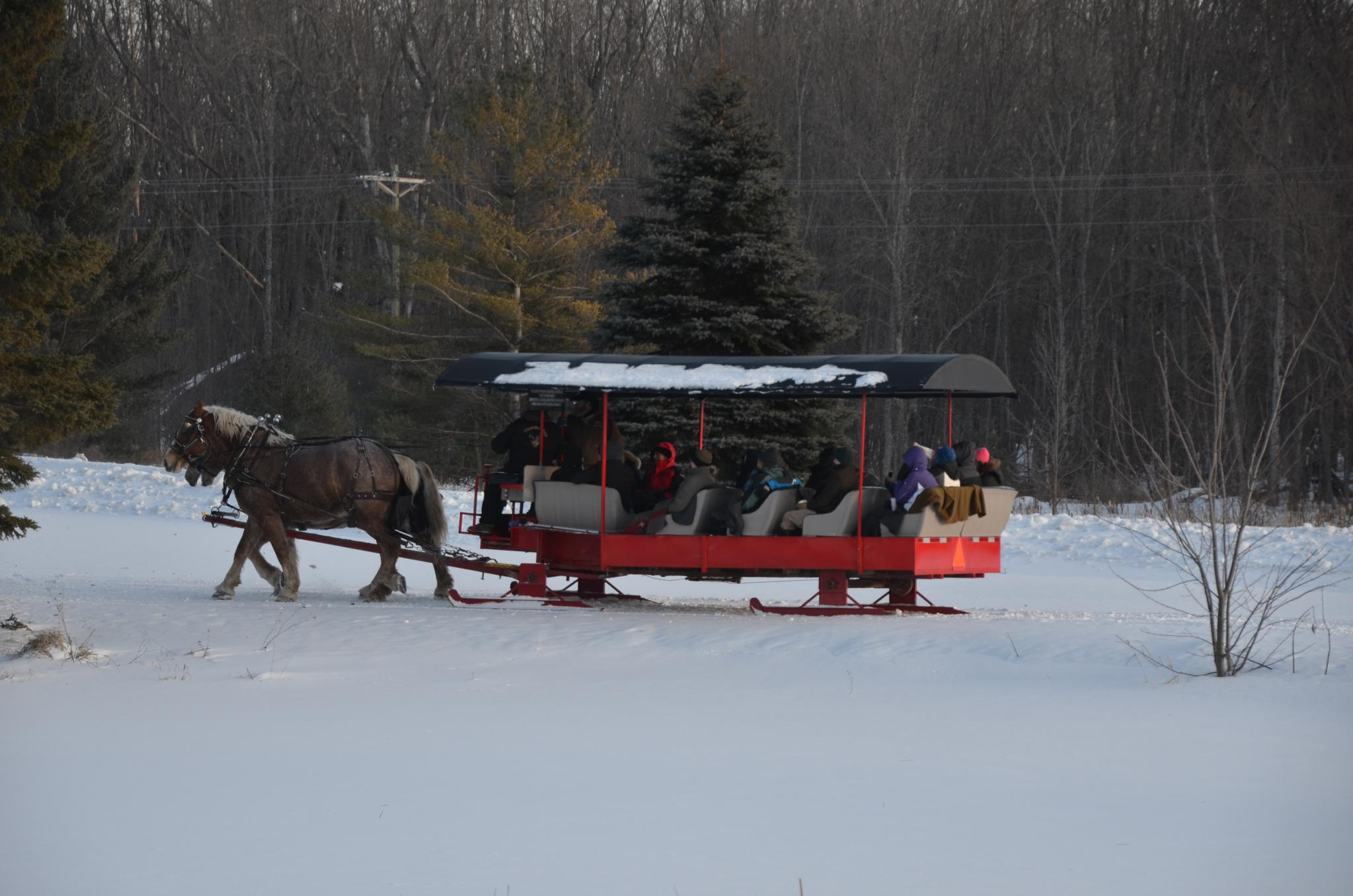
Kulig

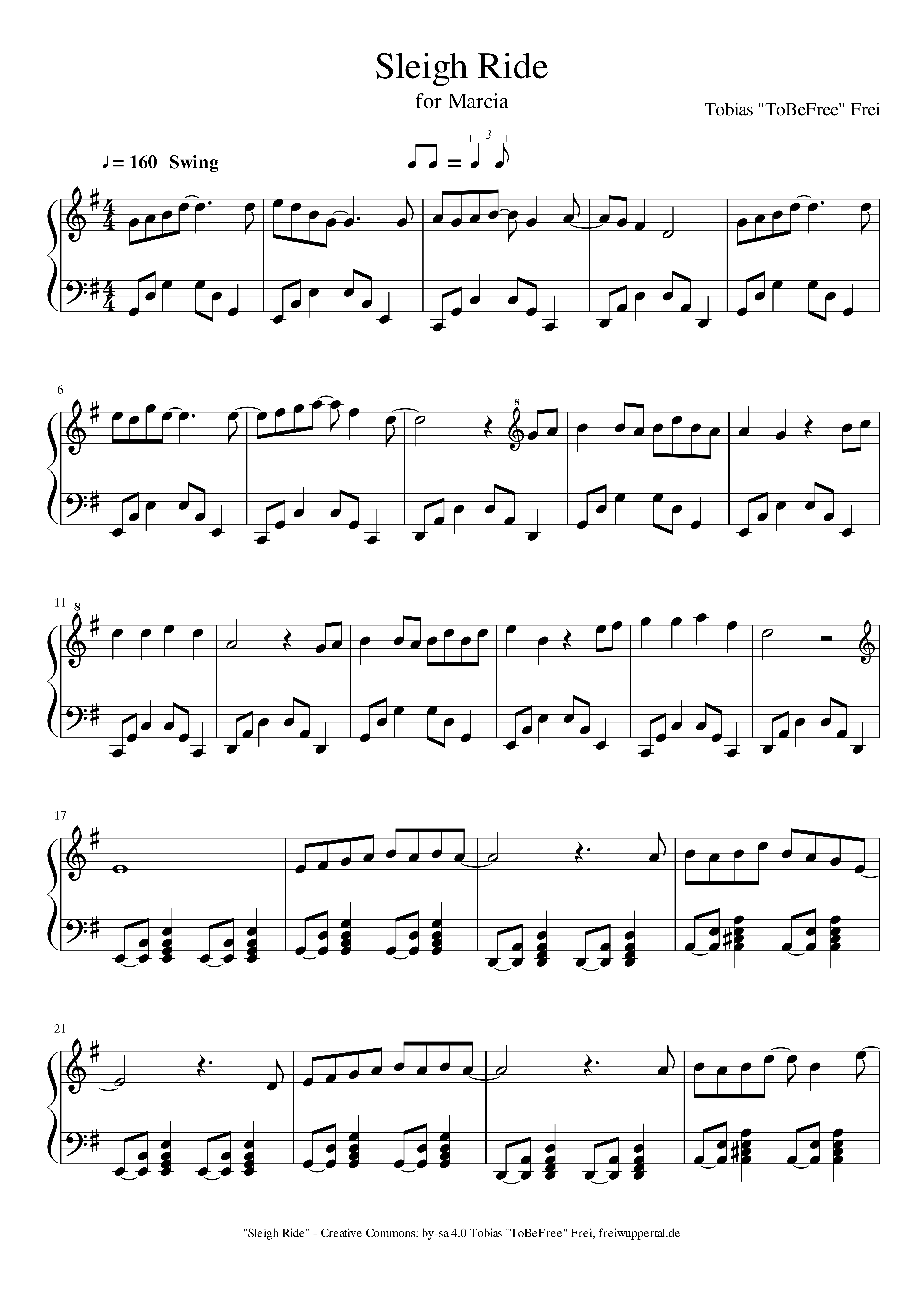
„Sleigh Ride” – linia melodyczna.

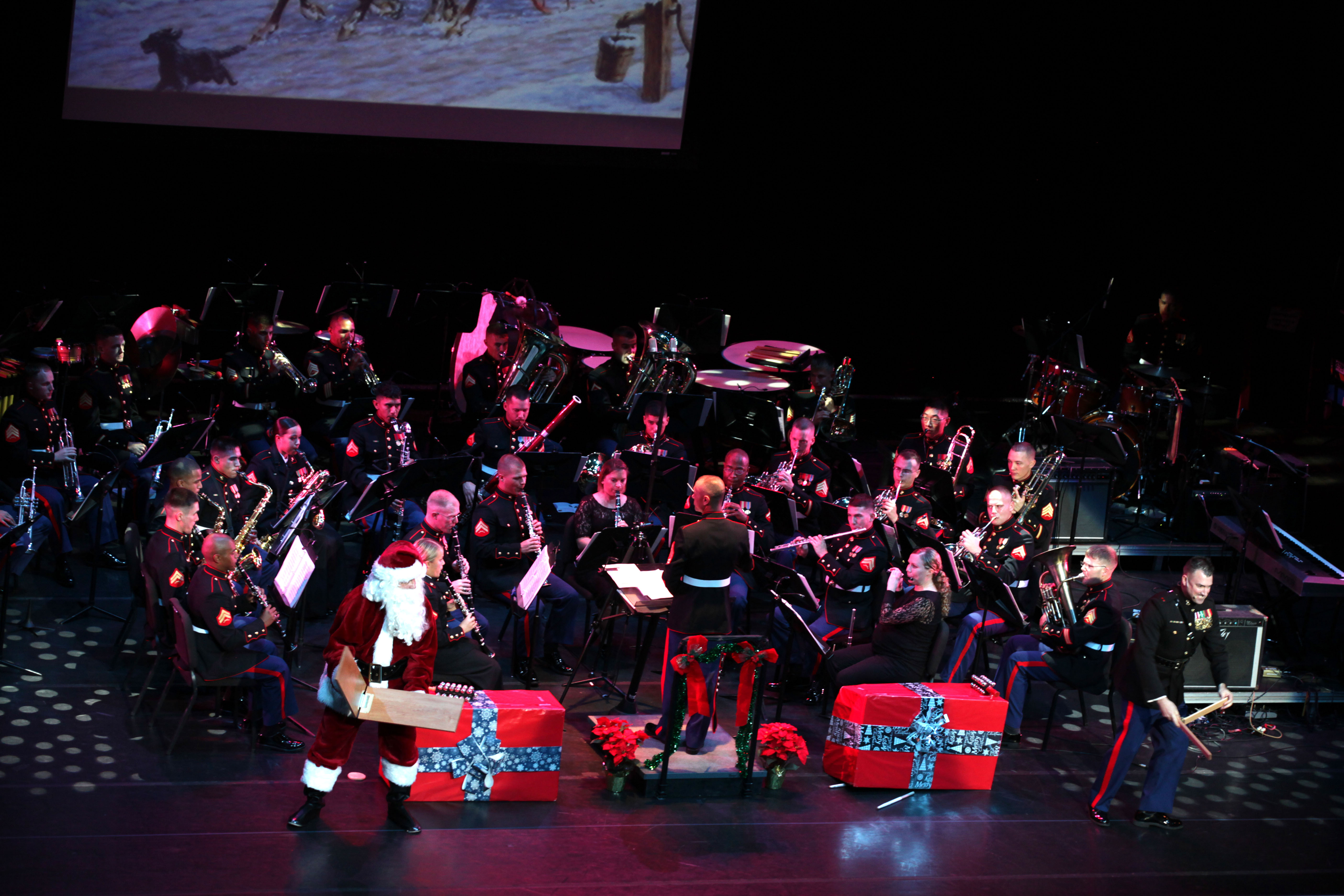
Orkiestra Marine Corps Forces Pacific gra „Sleigh Ride” w Hawaii Theatre.

Sleigh Ride (pol. Kulig, dosł. „Przejażdżka saniami”) – piosenka świąteczna autorstwa Leroy’a Andersona (muzyka) i Mitchella Parisha (tekst).
W lipcu 1946 r., podczas fali upałów w Stanach Zjednoczonych, Leroy Anderson rozpoczął komponowanie lekkiego standardu orkiestrowego, który ukończył w lutym 1948 r. Oryginalne nagrania były wersjami instrumentalnymi, wydanymi przez Mills Music w 1948 r. Wersja orkiestrowa została po raz pierwszy nagrana w 1949 r. przez Arthura Fiedlera i Boston Pops Orchestrę. W 1950 r. słowa do utworu dopisał Mitchell Parish. „Sleigh Ride” był hitem na płycie RCA Victor Red Seal 49-0515 i stał się jednym z najbardziej rozpoznawalnych utworów orkiestry. Boston Pops Orchestra nagrali również piosenkę z Johnem Williamsem (ich dyrygentem w latach 1979–1995) oraz z Keithem Lockhartem (ich obecnym dyrygentem).
Damski zespół The Ronettes nagrał cover „Sleigh Ride” w 1963 r. dla Phila Spectora na jego płycie A Christmas Gift for You. Był to sukces komercyjny w Stanach Zjednoczonych, grany na różnych koncertach świątecznych.
W 2011 r. Olga Bończyk wydała polską wersję „Sleigh Ride” pt. „Ty i ja”.
Piosenka w wykonaniu Elli Fitzgerald z 1960 r. została wykorzystana w filmie Elf (2003). Wersji Spice Girls z 1996 r. użyto na potrzebę filmu Jack Frost (1998). Piosenka pojawiła się również w filmie Fred Claus, brat świętego Mikołaja (2007).

## Wykonawcy
Piosenka została nagrana przez wielu artystów, m.in.:
- The Andrews Sisters (1950)
- Bing Crosby (1952)
- Johnny Mathis (1958)
- Ella Fitzgerald (1960)
- The Ronettes (1963)
- Burl Ives (1977)
- The Carpenters (1978)
- Amy Grant (1983)
- Debbie Gibson (1992)
- Andy Williams (1994)
- Spice Girls (1996)
- Jane Monheit (2005)
- Fun (2012)
- Pentatonix (2014)
- Gwen Stefani (2017)
- Meghan Trainor (2020)
- Mariah Carey (2020)

## Pozycje na listach przebojów
| Lista (1963–2020)                        | Pozycja |
| ---------------------------------------- | ------- |
| Australia: ARIA Charts                   | 29      |
| Czechy: Singles Digitál Top 100          | 30      |
| Francja: SNEP                            | 175     |
| Holandia: Single Top 100                 | 11      |
| Irlandia: Top 100 Singles                | 31      |
| Kanada: Billboard Canadian Hot 100       | 17      |
| Łotwa: LAIPA                             | 21      |
| Niemcy: Deutsche Musikcharts             | 55      |
| Nowa Zelandia: Recorded Music NZ         | 22      |
| Portugalia: AFP                          | 28      |
| Słowacja: Singles Digitál Top 100        | 23      |
| Stany Zjednoczone: Hot 100               | 13      |
| Szkocja: OCC                             | 65      |
| Szwajcaria: Schweizer Hitparade          | 30      |
| Szwecja: Sverigetopplistan               | 50      |
| Węgry: Mahasz                            | 13      |
| Wielka Brytania: Official Charts Company | 34      |
| Włochy: FIMI                             | 67      |